# Ilfenspitzen
L'   Ilfenspitzen  è una montagna con doppia cima sita nella catena montuosa dell'Hornbach nelle Alpi dell'Algovia in Austria. La vetta principale è l'Ilfenspitze settentrionale, alta 2.552 metri, la seconda vetta è l'Ilfenspitze meridionale alta 2.535 m..

## Geografia
L'Ilfenspitzen si trova nella provincia austriaca del Tirolo. Il confine tra i comuni di Elbigenalp a sud e Hinterhornbach a nord passa attraverso le cime. La montagna si erge nella catena montuosa dell'Hornbach, delimitata a sud dalla valle del Lech e a nord dalla valle dell'Hornbach. La cresta occidentale della cima nord è collegata al Marchspitze (2.609 m) tramite il Marchscharte (2.416 m), punto di riferimento per l'altezza del valico, che è quindi di 136 metri. Dall'Ilfenspitzen verso sud si estende una cresta che separa il Birgerkar a ovest dal Wolfebnerkar a est. A nord, nella valle Hornbachtal, si trova l'Ilfenka . Sul versante settentrionale si trovano anche piccoli ghiacciai senza nome.  L'Ilfenspitzen è costituito dalla fragile dolomia principale, questa poggia su una base di marna del Lias.

## Origine del nome
Probabilmente il nome della montagna deriva dalla valle Hornbach, poiché qui si trova anche l'Ilfenkar. Tuttavia, l'origine del nome non è chiara. Intorno all'anno 1500, nel libro di caccia dell'imperatore Massimiliano I d'Asburgo  il monte viene menzionato come "Vflein".

## Storia dello sviluppo
La scalata della vetta nord fu attribuita a Christian Wolff nel 1892 ma in realtà si può tuttavia supporre una precedente ascensione da parte di gente del posto. La prima ascensione della vetta sud fu effettuata nel 1900 da Felix Alexander von Cube e dai suoi compagni di cordata attraverso la cresta sud, così come la cresta ovest fino alla vetta nord. Nel 1901 von Cube scalò la parete ovest della cima sud insieme al compagno Sauer. Nel 1909 Georg Leuchs e Gmünd salirono per la prima volta la cresta nord della cima nord. Nel 1920 Kadner e i suoi compagni diedero la scalata la parete sud-est della cima sud.

## Accesso

### Via normale
La base per la salita non segnalata dell'Ilfenspitzen è il rifugio Hermann-von-Barth-Hütte (2.129 m). Da lì, il sentiero 432 conduce verso ovest nel Birgerkar, dove la Düsseldorfer Weg si dirama verso il Marchscharte. Da qui il sentiero che porta alle cime si snoda lungo sentieri. La vetta nord si raggiunge attraverso ghiaioni di difficoltà I. La cima sud può essere scalata attraverso la cresta sud con difficoltà di II grado. Qui il sentiero attraversa il Wolfebnerkar fino alla cresta meridionale e sale fino alla vetta.

### Scalata
Anche sull'Ilfenspitzen ci sono alcune vie di arrampicata nella cresta orientale della cima meridionale poco sotto il grado IV. Per le pareti nord e sud-est della cima sud, è necessario scalare il grado IV o IV+.